# 久山秀子
久山 秀子（ひさやま ひでこ、1896年12月11日 - 1976年12月5日）は、日本の探偵小説家。
覆面作家であり、女性名義で作品を発表していたが、実際は男性である。本名は片山 襄（かたやま のぼる）、のち改名し芳村 升（よしむら のぼる）。別名義に久山千代子、富田達観、片山秀。
代表作は、女スリ師の隼お秀（はやぶさ おひで）こと久山秀子を主人公とする、「隼お秀」シリーズ。

## 経歴

### 教師としての経歴
1896年（明治29年）12月11日生。本籍地は東京都目黒区中目黒とされているが、出生地も同じかどうかは不明。出生名は片山襄（かたやま のぼる）で、のちに芳村家の婿養子となり、芳村升（よしむら のぼる）と改名した。本人の述懐によれば、下町生まれの旗本直参の跡取り息子だったが、長唄の師匠の家に婿養子に入ったという。
1922年（大正11年）、東京帝国大学文学部国文科卒業。1925年（大正14年）4月から1928年（昭和3年）3月まで立正大学講師。
1928年（昭和3年）4月から1945年（昭和20年）8月15日まで、海軍教授として国語を教える。海軍飛行予科練習生（予科練、1930年第1期生入隊）の教官として横須賀海軍航空隊に赴任し、その後、土浦海軍航空隊（1940年開隊）に移籍。当時は中佐待遇文官。土浦海軍航空隊での同僚に、歌人の清水房雄がいる。清水によれば、芳村（久山）は「小柄で、でっぷりして、いつもマドロスパイプをくわえてにこにこしている」が、文官教官と武官教官の間で対立が生じたときは、文官側の代表として絶対に譲らなかったという。1943年（昭和18年）春から鹿児島海軍航空隊（1943年4月開隊）に赴任。
終戦により失職したのち、1948年（昭和23年）に天理教校修養科を卒業し天理教教師普通検定に合格、補権訓導（教師）となる。1952年（昭和27年）4月から1957年（昭和32年）3月までラ・サール高等学校講師。その後、天理教南国分教会会長を務める。
1976年（昭和51年）12月5日死去。

### 「久山秀子」としての作家活動
『新青年』（博文館）の探偵小説公募に「久山秀子」名義で応募した『浮れてゐる「隼」』が、同誌1925年4月号に掲載され、作家デビュー。同作で女スリ師の隼お秀をデビューさせる。なお、久山秀子名義の作品は小説ではなく、隼お秀こと本名・久山秀子の自叙伝、という設定になっており、そのほとんどが隼お秀の一人称で書かれている。以後、『新青年』を中心に作家活動を続ける。実際は男性であったものの、日本初の「女性名を名乗った探偵作家」である。
久山はメディア上では徹底して男性であることを隠し、女性作家「久山秀子」を演じ続けていた。久山秀子名義で発表された文章は、小説のみならず、エッセイやアンケート回答に至るまで、そのほとんどが隼お秀の語り口で書かれていた。なお、お秀の妹「久山千代子」の名義や、お秀の身元引受人である私立探偵「富田達観」の名義で書かれた作品も存在する。
1928年（昭和3年）発行の『現代大衆文学全集 35 新進作家集』（平凡社）に収録された久山の「著者自伝」には、「明治三十八年五月一日、東京下谷に生る。未婚。」という、「久山秀子」としての架空の経歴が記されていた。また、1929年（昭和4年）発行の『日本探偵小説全集 16 浜尾四郎・久山秀子集』（改造社）では、著者近影として和装の若い女性の写真が掲載されている。
一方で、江戸川乱歩・星野龍緒（筆名・春日野緑。当時、大阪毎日新聞社会部副部長）らが1925年4月に結成した探偵作家らの親睦団体「探偵趣味の会」に参加し、同会機関誌の『探偵趣味』（1925年9月 - 1928年9月）にも作品を発表している。また、大森ギャング事件（1932年10月6日）に際しては、その2日後に『報知新聞』が開催した探偵作家座談会に、海野十三・江戸川乱歩・大下宇陀児・甲賀三郎・水谷準・横溝正史らとともに参加している。したがって、探偵作家仲間の間では、その正体は知られていたようである。
『新青年』1938年（昭和13年）3月号に発表した200字ほどの短いエッセイ『簡易貯金術』が、隼お秀の語り口で書かれた最後の作品となった。同誌8月号に「片山秀」名義で『創作実話 或る成功者の告白』を執筆したのを最後に、作家活動を中断する。
終戦をはさみ、1955年（昭和30年）、『探偵倶楽部』（共栄社）2月号に『ゆきうさぎ〈梅由兵衛捕物噺〉』を発表し、17年ぶりに久山秀子名義での作家活動に復帰する。『ゆきうさぎ』掲載にあたっては探偵小説家の大下宇陀児が推薦文を寄せ、その中で、「久山秀子」が「東大国文学出のまん丸い顔をした男性で」「海軍兵学校〔ママ〕の教官だった」ことを明かした。しかし、1958年（昭和33年）までに『梅由兵衛捕物噺』7編を断続的に発表したのち、再び筆を折っている。

### 著作集刊行と遺稿発見
覆面作家として「女性探偵小説家・久山秀子」を演じた期間が長く、男性であることが明かされてからも経歴不明のままだったため、長い間、本名や生没年すらもはっきりしない状態にあった。
中島河太郎は、生年月日を平凡社『現代大衆文学全集』にしたがって1905年（明治38年）5月1日とした上で、本名は当初「片山襄」、のちに「芳村升」に訂正、本職は「横須賀の海軍経理学校に勤めた国語の教官」であったとしていた。細川涼一は、久山の勤務先に関する中島の記述が海軍兵学校（江田島）→海軍機関学校（舞鶴）→海軍経理学校（築地）と変化していることを指摘した上で、三学校の所在地はいずれも横須賀ではないことを指摘している。
生前に刊行された著書は『日本探偵小説全集 16 浜尾四郎・久山秀子集』（改造社、1929年）のみで、これも浜尾四郎との合集であった。その後、長らく著作がまとめられることはなかったが、2004年（平成16年）、初の単著かつ著作集となる『久山秀子探偵小説選』I・IIが、横井司の監修のもと、論創社の論創ミステリ叢書より刊行された。
同書が『読売新聞』2004年11月17日付夕刊で紹介
されると、当時、「読売歌壇」の撰者であった清水房雄が、同紙に対して、久山（芳村）が土浦海軍航空隊での同僚だったことを申し出た。さらに、そのエピソードが同紙2005年1月11日付夕刊で紹介されると、それを読んだラ・サール高校の元生徒から読売新聞社文化部へ連絡があり、天理教南国分教会に久山の遺稿が大量に残されていることが判明した。その中には久山の履歴書も含まれており、それまで不明だった経歴の多くが明らかとなった。2006年（平成18年）、遺稿と新発見された作品からなる『久山秀子探偵小説選』III・IVが刊行された。

## 作品

### 隼お秀シリーズ
浅草六区を根城とする女スリ師、隼お秀を主人公とする、ユーモア色の強いシリーズ。ジョンストン・マッカレーの『地下鉄サム』シリーズの影響が指摘されている。デビュー作『浮れてゐる「隼」』（『新青年』1925年4月号）から、シリーズ最終作となった『隼銃後の巻』（『新青年』1937年12月号）まで、『新青年』『探偵趣味』などに20数編が発表されている。
シリーズ第2作『チンピラ探偵』（『新青年』1926年3月号）は、松竹キネマ蒲田撮影所で映画化され、1926年8月8日に公開されている。監督は大久保忠素、脚本は村上徳三郎で、主役の隼は栗島すみ子が演じた。

### 梅由兵衛捕物噺
深川材木問屋の主人・由兵衛を主人公とする捕物帳。仲町芸者の梅吉を贔屓にしており、料亭・梅本の離れに入り浸っていることから「梅の由兵衛」という通り名がつけられた、という設定。『探偵倶楽部』1955年2月号から1958年7月号にかけて、全7編が発表された。このほかに大量の未発表作品があり、これらは論叢社『久山秀子探偵小説選』III・IVに収録されている。

## 『陰獣』と久山秀子
江戸川乱歩の『陰獣』（『新青年』1928年8月増刊号 - 10月号）には、主人公の探偵小説家・寒川が、次のように語るくだりがある。
「平山日出子」はこの箇所にしか登場しないが、この、性別をいつわって作品を発表している作家の存在が、犯人の正体に関する重要なヒントとなっている。
のちに久山は、『新青年』1931年2月増刊号に発表したエッセイ『丹那盆地の断層』の中で、乱歩に対して冗談まじりの抗議をしている。

## 著作集
- 『久山秀子探偵小説選』
  - 久山秀子『久山秀子探偵小説選』 I、論創社〈論創ミステリ叢書 9〉、2004年9月20日。ISBN 978-4-8460-0423-1。
  - 久山秀子『久山秀子探偵小説選』 II、論創社〈論創ミステリ叢書 10〉、2004年10月30日。ISBN 978-4-8460-0425-5。
  - 久山秀子『久山秀子探偵小説選』 III、論創社〈論創ミステリ叢書 16〉、2006年4月30日。ISBN 978-4-8460-0704-1。
  - 久山秀子『久山秀子探偵小説選』 IV、論創社〈論創ミステリ叢書 17〉、2006年7月10日。ISBN 978-4-8460-0705-8。

「探偵小説選」という名称であるが、現在までに確認されている久山秀子の小説、エッセイ、アンケート回答などを網羅的に収録した、事実上の全集である。III・IVは遺稿中心。